# Buteogallus
Buteogallus is een geslacht van vogels uit de familie van de havikachtigen (Accipitridae). De wetenschappelijke naam van het geslacht is voor het eerst geldig gepubliceerd in 1830 door René-Primevère Lesson.

## Soorten
De volgende soorten zijn bij het geslacht ingedeeld:
- Buteogallus aequinoctialis – Krabbenbuizerd
- Buteogallus anthracinus – Zwarte buizerd
- Buteogallus coronatus – Kransarend
- Buteogallus gundlachii – Cubaanse zwarte buizerd
- Buteogallus lacernulatus – Braziliaanse bonte buizerd
- Buteogallus meridionalis – Savannebuizerd
- Buteogallus schistaceus – Leigrijze buizerd
- Buteogallus solitarius – Amerikaanse zwarte arend
- Buteogallus urubitinga – Zwarte arendbuizerd